# オットー1世 (シュヴァーベン大公)
シュヴァーベン公オットー1世（Otto I., 954年 - 982年10月31日/11月1日）は、リウドルフィング家出身のシュヴァーベン公（在位：973年 - 982年）およびバイエルン公（在位：976年 - 982年）。シュヴァーベン公リウドルフと妻イダとの間の子であり、神聖ローマ皇帝オットー1世とその最初の妃エドギタの孫にあたる。姉のマティルデはエッセン女子修道院長となった。

## 生涯
957年に父リウドルフが死去した時には、オットーは3歳であり、祖父である皇帝オットー1世の宮廷に引き取られた。皇帝オットー1世は孫オットーを養子としていたとみられ、955年に生まれた自身の子で後継者のオットー2世のそばに置いた。オットー2世はオットーを「甥であり兄」（nepos ac frater）と考えていた。シュヴァーベン公ブルヒャルト3世が973年に後継者なく死去した時に、オットー2世は19歳の自身の甥オットーをシュヴァーベン公に任命した。オットーの父リウドルフはブルヒャルト3世の前にシュヴァーベン公であった。オットーは皇帝オットー2世の近しい友人となった。
976年、監禁されていたバイエルン公ハインリヒ2世が反乱を起こし追放された。皇帝はオットーをバイエルン公に任じたが、これは中世ドイツにおいて2つの公位を保持した最初の例となった。ケルンテン公およびノルトガウ辺境伯位もハインリヒ2世から剥奪されたが、それらはオットーには与えられず、この時以降ケルンテンおよびノルトガウはバイエルンと切り離された。977年、皇帝の遠征中、オットーは「三ハインリヒの反乱」（前バイエルン公ハインリヒ2世、アウクスブルク司教ハインリヒ1世およびケルンテン公ハインリヒ1世による反乱）の鎮圧に加わり、パッサウにおいて反乱軍を包囲した。このとき皇帝軍に加わる途中でプルゼニ近くでボヘミア公ボレスラフ1世の奇襲を受けたバイエルン軍はオットーにより送られたとみられる。
980年、オットーは皇帝の南イタリア遠征に従い、東ローマ帝国およびシチリア首長国と戦った。オットーは982年7月13日/14日のスティーロの戦いおよびその後のアラブ軍による奇襲から生還した。遠征の結果をドイツに報告する役目を任ぜられたが、その途中、戦で受けた傷がもとで10月31日か11月1日にルッカで死去した。オットーの父リウドルフもまたアルプスの南で死去していた。オットーの家族は遺体をアシャッフェンブルクの聖ペテロおよびアレクサンダー修道院教会に運び埋葬したが、その教会にはオットーが多額の寄贈を行っていた。オットーの死は「アングロサクソン年代記」アビングドン本に言及されている："そしてそれから彼が家に行った時、彼の（皇帝の）兄の息子オットーが死去した；彼はリウドルフ皇子の息子であり、このリウドルフはオットー大帝とエドワード王の王女との間の息子である"。
オットーの姉マティルデは貴重なクラックス・ジェマタ（crux gemmata、宝石で飾られた十字架）である「オットーとマティルダの十字架」（en）を寄贈した。それは現在エッセン大聖堂宝物館（en）に保管されている。オットーは独身で子供がなく、シュヴァーベン公位はコンラディン家のコンラート1世に与えられた。また、バイエルン公位はリウドルフィング家以前にバイエルン公であったルイトポルト家出身のハインリヒ3世に与えられたのち、ハインリヒ2世に戻された。